# جان نگروپونتی
جان نگروپونتی (انگلیسی: John Negroponte;‎/ˌnɛɡroʊˈpɒnti/‎؛ زادهٔ ۲۱ ژوئیهٔ ۱۹۳۹) یک سیاست‌مدار، و دیپلمات دیپلمات آمریکایی یونانی تبار متولد بریتانیا است. او در حال حاضر استاد کرسی J. B. و موریس C. شاپیرو امور بین‌الملل در دانشگاه جرج واشینگتن است. قبل از این او به عنوان یک محقق و مدرس دانشگاه در امور بین‌المللی در مؤسسه امور جهانی جکسون دانشگاه ییل، قائم مقام وزیر امور خارجه ایالات متحده آمریکا و اولین اداره‌کننده اطلاعات ملی کار کرده‌است.
از فیلم‌ها یا برنامه‌های تلویزیونی که وی در آن نقش داشته‌است می‌توان به مجازاتگر، سفیر اشاره کرد.